# Заря (транспортный космический корабль)
Заря (Индекс ГРАУ: 14Ф70) — советский многоразовый транспортно-многоцелевой пилотируемый космический корабль, разработанный РКК «Энергия» в 1985—1989 годах, производство которого так и не было начато в связи с сокращением финансирования космических программ.
Предполагалось многоцелевое использование корабля «Заря», рассчитанного на совершение полётов как в пилотируемом, так и в автоматическом режимах: как основное универсальное средство для доставки экипажей и некрупногабаритных грузов на орбитальную станцию «Мир» и возвращения их на Землю вместо используемых пилотируемых кораблей «Союз» и автоматических грузовых кораблей «Прогресс», для ремонта и дозаправки спутников на орбитах вплоть до геостационарной и различных других специальных одиночных миссий, а также, при необходимости, — как оперативное средство спасения экипажей станции «Мир» и крылатого многоразового корабля «Буран» (транспортирующего на станцию крупногабаритные грузы или модули либо выполняющего запуски, обслуживание, возвращение спутников и другие миссии).
Работы над кораблём «Заря» были начаты в соответствии с Постановлением ЦК КПСС и Совета Министров СССР от 27 января 1985 года. Эскизный проект был представлен и одобрен на заседании военно-промышленной комиссии (ВПК) 22 декабря 1986 года и завершён в первом квартале 1987 года. Работы над программой были прекращены в январе 1989 года в связи с отсутствием финансирования. На этот момент был завершён выпуск основной конструкторской документации.

## Конструкция
Общая компоновка корабля похожа на лунно-облётный корабль Л1. Конструкция корабля «Заря» также состояла из приборно-агрегатного отсека и спускаемого аппарата (СА), аналогично имевшимся и в корабле «Союз», который, однако, кроме того имел бытовой отсек, не использовавшийся в «Заре» ввиду значительного увеличения спускаемого аппарата и перенесения на него стыковочного узла.
Основным отличием «Зари» от существующих космических кораблей можно назвать не парашютный, а ракетный вертикальный способ посадки с использованием реактивных двигателей, работающих на керосине в качестве горючего и перекиси водорода в качестве окислителя (такое сочетание выбрано в связи с малой токсичностью компонентов и продуктов горения). 24 посадочных двигателя размещались по окружности модуля, сопла направлены под углом к боковой стенке корабля. На начальном участке спуска торможение планировалось осуществлять за счёт аэродинамического торможения до скорости примерно 50—100 м/с, затем включались посадочные двигатели, остаток скорости планировалось гасить за счёт деформируемых амортизаторов корабля и кресел экипажа.
Корабль «Заря» имел перспективный андрогинно-периферийный агрегат стыковки АПАС-89, который для стыковки с орбитальной станцией «Мир» также должен был использоваться на многоразовом корабле «Буран».

## Технические характеристики
Диаметр корабля «Заря» составлял 4,1 м, длина 5 м. Стартовая масса корабля 15 т, масса доставляемого на орбиту груза 3,75 т или располагающийся в два уровня-яруса экипаж 8 человек (комбинированные варианты — 2—4 человека и 2 т груза или 5—6 человек и 1,5 т груза), масса возвращаемого на Землю груза до 2,5 т. Длительность полёта совместно с орбитальной станцией 195—270 суток.
Корабль «Заря» был рассчитан на неоднократное использование, хотя не был крылатым как традиционные многоразовые системы.
Вывод на орбиту корабля «Заря» планировалось осуществлять с помощью модернизированной ракеты-носителя «Зенит» среднего класса, на стартовом комплексе которой на Байконуре была построена посадочная инфраструктура для пилотируемых запусков. Кроме того, при необходимости были возможны запуск и возвращение корабля «Заря» в грузовом отсеке «Бурана».
Ряд наработок по кораблю (компоновка, ракетный способ посадки и прочее) использованы в последующих проектах универсальных многоразовых транспортных пилотируемых космических кораблях РКК «Энергия» — «Клипер» и Орёл (космический корабль).